# Канал Лемера

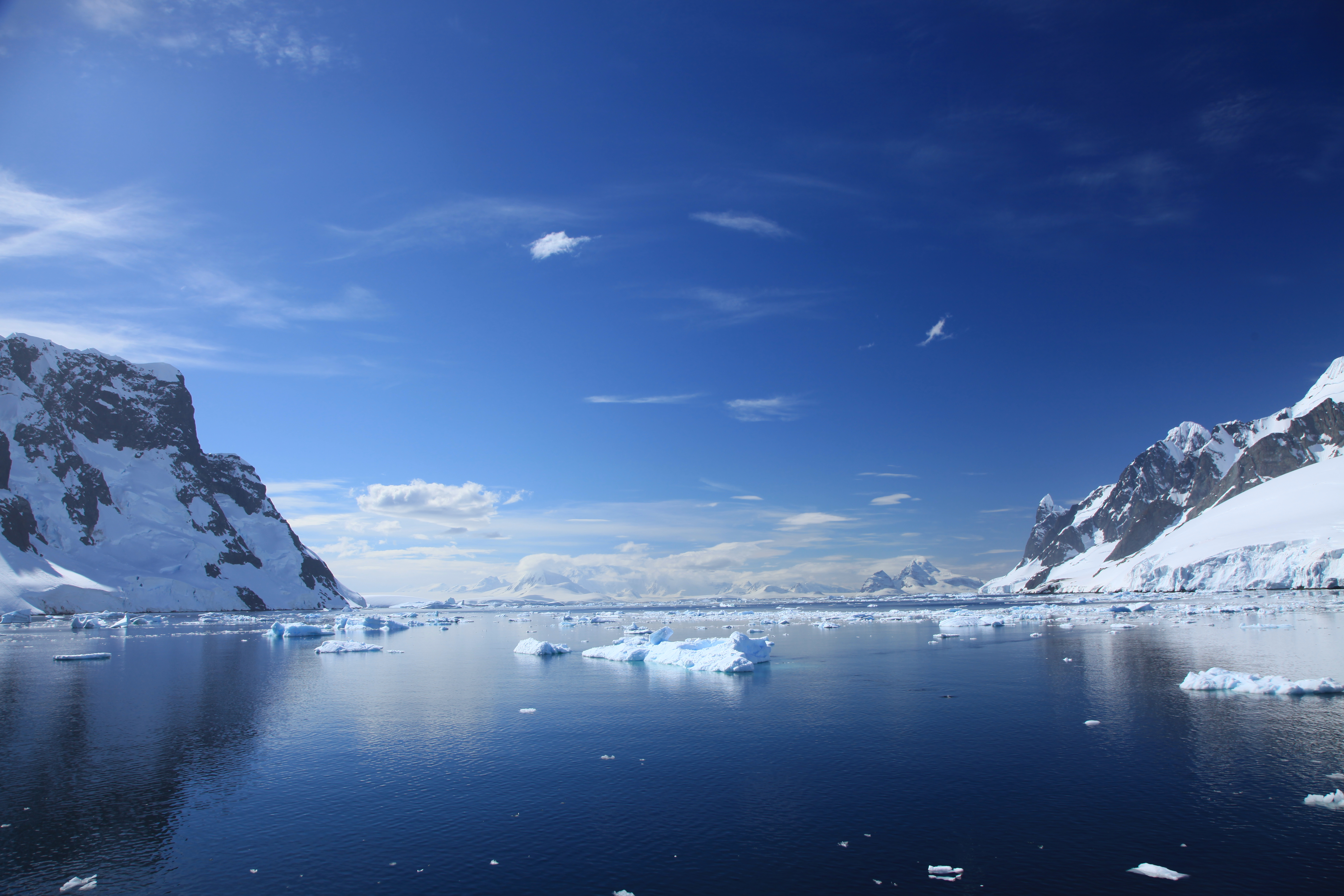
Протока Лемера

Протока Лемера або Канал Лемера (також відома як Kodak Gap — «ущелинах „Кодак“») — протока між островом Бут і півостровом Київ на Землі Ґреяма. Довжина протоки — 11 км, мінімальна ширина — 1600 м.
Протока Лемера — одне з найпопулярніших туристичних напрямків в Антарктиці; велика кількість туристів з фотоапаратами дало протоці прізвисько Kodak Gap.

## Відкриття
Протока була вперше відкрита німецькою експедицією 1873-74 рр., але залишалася не пройденою до грудня 1898 року, коли по ній пройшло судно «Бельжика» з бельгійської антарктичної експедиції. Керівник експедиції Адрієн де Жерлаш назвав протоку на честь Шарля Франсуа Олександра Лемера (1863—1925), бельгійського дослідника Конго, який сам в Антарктиді ніколи не був.

## Туризм

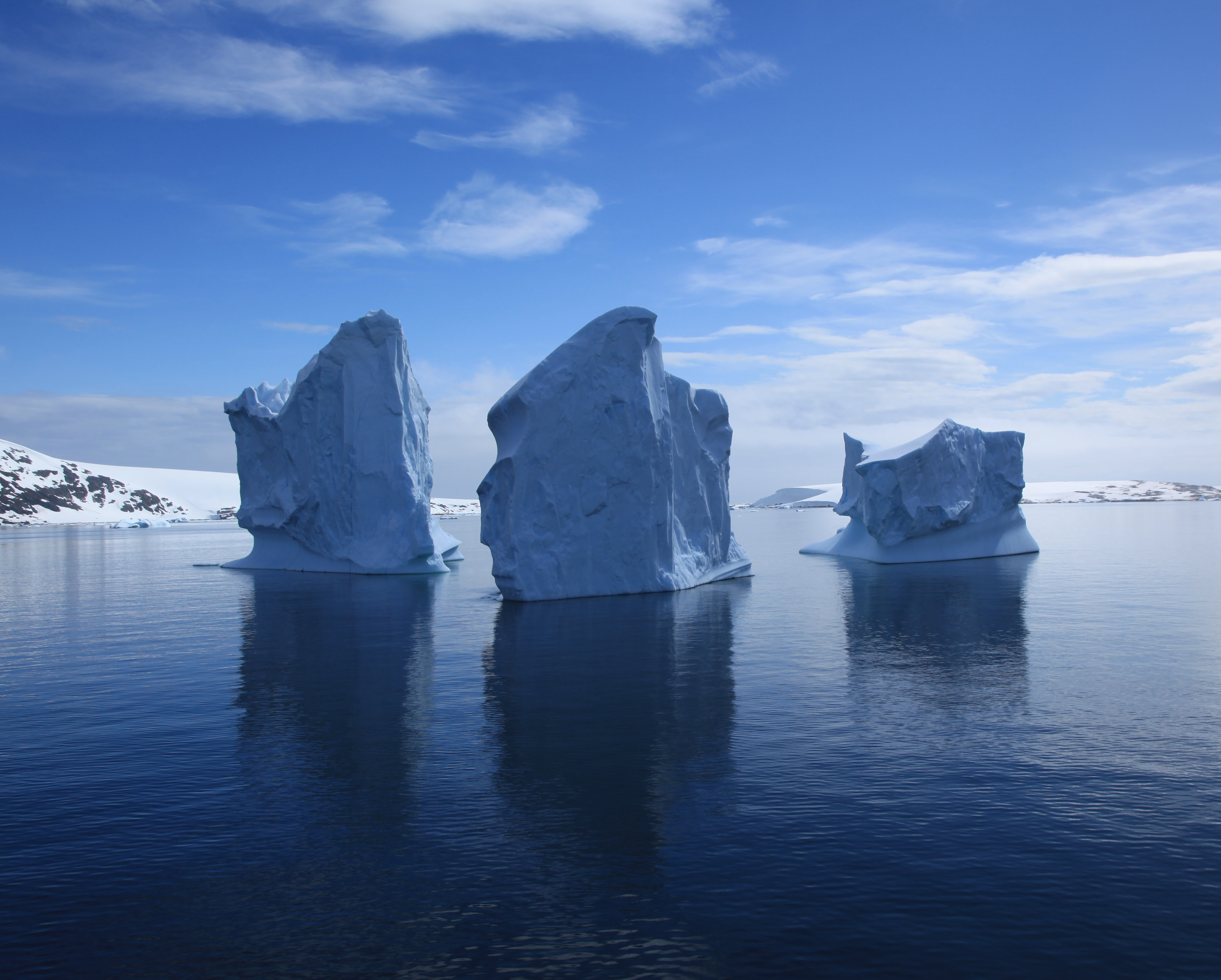
Айсберги в каналі Лемера

У другій половині XX століття прохід по протоці став стандартною частиною маршруту туристичних круїзів в Антарктиці. По обидва боки протоки підносяться мальовничі крижані кручі, а вода в ній, як правило, нерухома, немов в озері — рідкісне явище для бурхливих антарктичних морів. При переході протоки з півночі на південь судно може близько підійти до острова Петерманн для висадки на землю. Основна небезпека плавання полягає в тому, що айсберги можуть заповнити протоку, особливо на початку літа (у Південній півкулі), змусивши корабель відступити і піти навколо зовнішньої сторони острова Бут, щоб досягти острова Петерманн.

## Фауна
В протоку часто запливають косатки і горбаті кити. Іноді вони можуть слідувати за кораблем. 

На берегах протоки мешкають тюлені-крабоїди, субантарктичні пінгвіни і пінгвіни Аделі